# الونکین‌بین
اُلونکین‌بین (به لاتین: Olonkinbyen) یا شهر الونکین، تنها سکونتگاه انسانی در جزیره یان ماین نروژ است. الونکین‌بین ۱۸ نفر جمعیت دارد و مرکز رسمی یان ماین است.
نام این سکونتگاه به نام کاشفی به نام گِنادی الونکین اشاره  دارد.
تنها ساکنان آن هیجده نفر از کارکنان نیروهای مسلح نروژ و مؤسسه هواشناسی نروژ هستند. نیازمندی‌های این پرسنل هشت بار در سال با هواپیما و از طریق فرودگاه یان ماین به آنها رسانده می‌شود. الونکین‌بین برق خود را از سه مولد برق مستقر در جزیره می‌گیرد.